# غروم (صاروخ)
غروم (بالإنجليزية: Grom) و(تعني «الرعد» في البولندية)، هو نظام دفاع جوي محمول على الكتف، من إنتاج في بولندا. وهو يتألف من صواريخ المضادة للطائرات 72 ملم، وبسرعة تحليق 650 م / ث.

## التاريخ

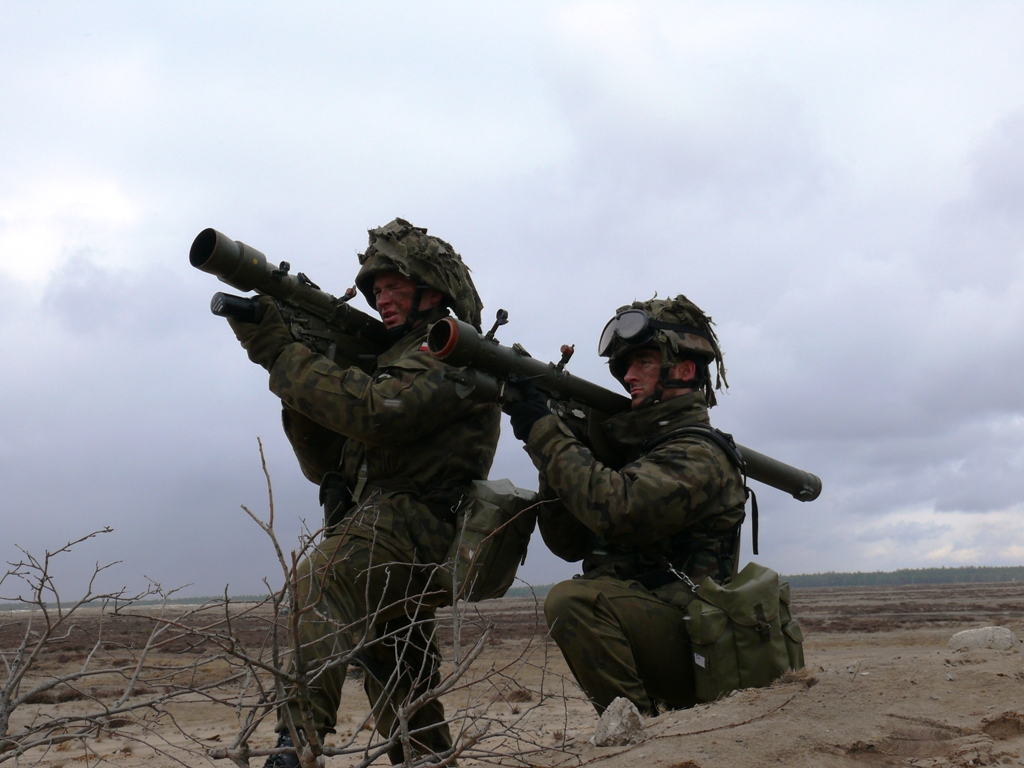
جنود بولنديين يتدربون على التصويب بنظام الدفاع الجوي المحمول غروم

## المشغلين

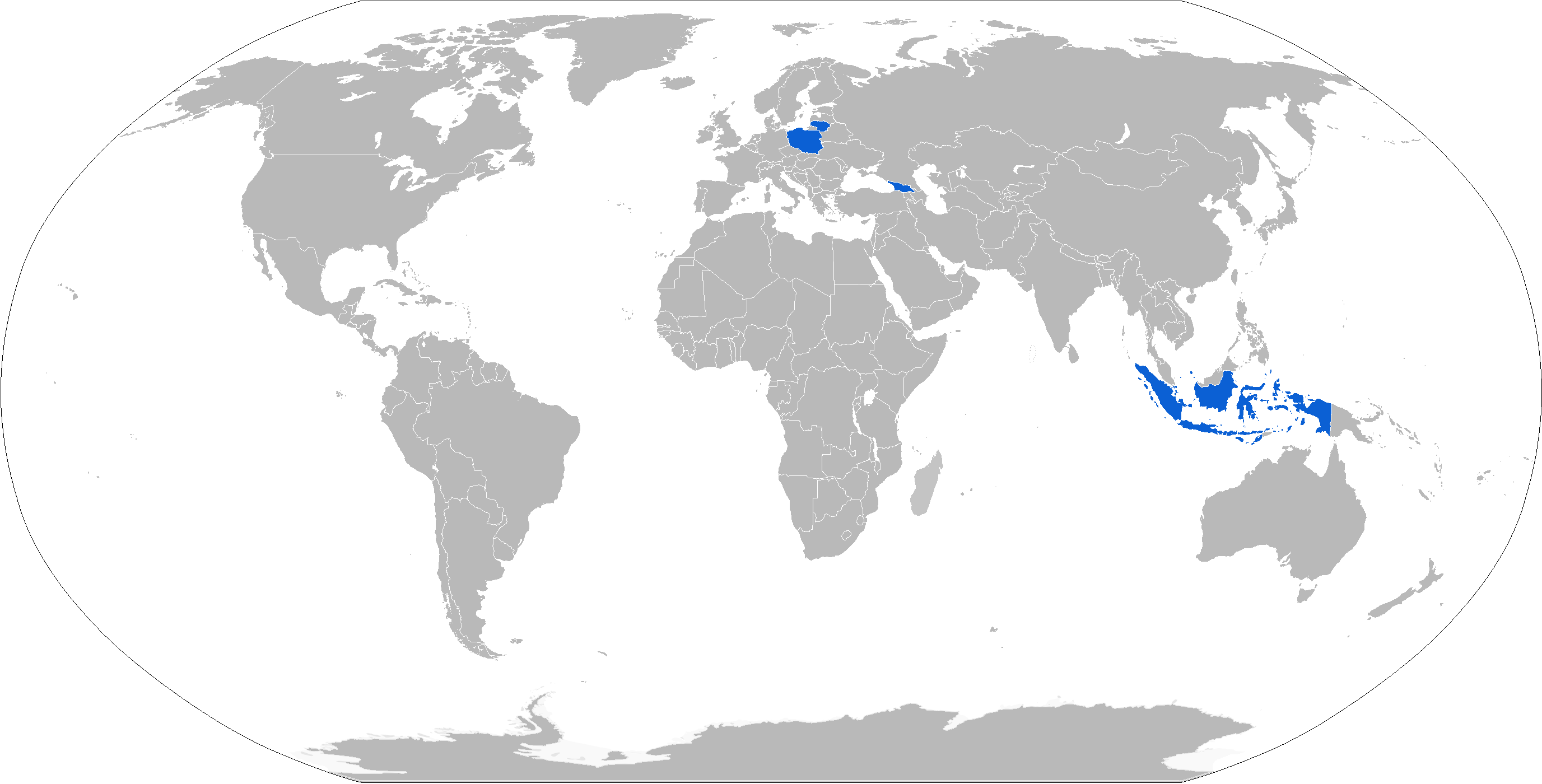
خريطة مشغلي غروم باللون الأزرق

### المشغلين الحاليين
- جورجيا - 30 قاذف و100+ صاروخ، واستخدتم في الحرب الروسية الجورجية.[1]
- اندونيسيا - قيد الاستخدام كجزء من نظام كوبرا (KOBRA).
- ليتوانيا - وقعت عقد شراء يوم 2 سبتمبر عام 2014، ومن المتوقع أن تصل الشحنات الأولى قبل نهاية عام 2014.[2]
- بولندا - أكثر من 400 قاذف وأكثر من 2000 صاروخ، أيضا على ZSU-23-4MP Biała ،POPRAD، وZUR-23-2 kg. نحو 400 صاروخ من الإصدار الأحدث، سوف يسلم من عام 2014 حتى عام 2017.[3]

## وصلات خارجية
- MESKO—Ammunition, Fuses, Primers and Missile Components—Producer site
- GROM MAn-Portable Air-Defense missile System MANPADS on armyrecognition.com نسخة محفوظة 16 ديسمبر 2017 على موقع واي باك مشين.